# DM i cykelcross 2005
Danmarksmesterskaberne i cykelcross 2005 var den 36. udgave af DM i cykelcross. Mesterskabet fandt sted 15. januar 2005 på en rundstrækning på og ved Skive Stadion i Skive, og var arrangeret af Skive Cykle Klub. Løbene skulle efter planen havde været afholdt den 9. januar, men på grund af Januarstormen 2005 blev de udskudt til weekenden efter, da Skive Kommune og politiet havde givet et kørselsforbud.
Hos kvinderne vandt Mette Andersen sit tredje danmarksmesterskab i cykelcross, efter hun vandt sølv året før. I herrerækken vandt også Kim Sigmann Petersen sit tredje senior-DM, det andet i træk. Tommy Moberg Nielsen og Joachim Parbo tog de sidste to pladser på podiet, præcis som året før.

## Resultater
| Event        | Guld                 | Sølv                      | Bronze                           |
| ------------ | -------------------- | ------------------------- | -------------------------------- |
| Herrer       |                      |                           |                                  |
| Herrer elite | Kim Sigmann Petersen | Tommy Moberg Nielsen      | Joachim Parbo                    |
| Herrejunior  | Brian Tønsberg Vile  | Jannik H. Hansen          | Nicolaj Dændler Hougaard         |
| Damer        |                      |                           |                                  |
| Damer elite  | Mette Andersen       | Janni Vestergaard Nielsen | Karen Vinther Villadsen Jacobsen |